# Endo (gymnastique)
 (novembre 2013).
Si vous disposez d'ouvrages ou d'articles de référence ou si vous connaissez des sites web de qualité traitant du thème abordé ici, merci de compléter l'article en donnant les références utiles à sa vérifiabilité et en les liant à la section « Notes et références ».
 (novembre 2013).
Pour les articles homonymes, voir Endo.
L‘endo est une figure de gymnastique s'effectuant à la barre fixe pour les hommes, et aux barres asymétriques pour les femmes. Il s'agit  d'un grand tour avant (lune) sur la barre, jambes écartées et corps en fermeture complète.